# 高等深入研究文凭
高等深入研究文凭（法語：diplôme d'études approfondies；缩写：DEA或DipEA）是一种创立于法国的高等教育文凭，在沿用法国高等教育体系瑞士、魁北克、黎巴嫩、马格里布等国家和地区也有使用。

## 历史沿革
1964年，成为法国各自然科学院系高等教育第三阶段的国家文凭，1974年开始应用于其他领域。该文凭是通向研究生涯的第一步，是继续为期三年的博士文凭攻读阶段的必要资格。
21世纪初，根据《博洛尼亚宣言》精神，法国的教育系统开始改革，与欧盟其他国家接轨，2004年，法国各大学停止颁发该文凭。

## 对比
| 博士 (3)  |
| 硕士(2)   |
| 本科(3)   |
| LMD新制度 |

| 博士 (3)                              |
| 高等深入研究文凭/高等专业研究文凭 (1) |
| Maîtrise(1)                           |
| 国家学士文凭 (1)                      |
| 普通大学学习文凭 (2)                  |
| 旧制度                                |